# PlayStation Network
PlayStation Network (PSN) — сервис загрузки цифрового мультимедийного контента и проведения бесплатных (на PS4 для получения доступа к сетевой игре требуется наличие платной подписки PlayStation Plus) сетевых многопользовательских игр, предоставляемый компанией Sony Computer Entertainment для использования с игровыми приставками PlayStation 3, PlayStation 4, PlayStation 5, PlayStation Portable и PlayStation Vita. В 2011 году произошёл крупнейший взлом сети PSN, потенциально затронувший 77 млн учётных записей сервиса, за которым последовало отключение и неработоспособность сервиса в течение месяца.
По состоянию на июль 2013 года PlayStation Network насчитывает более 110 миллионов зарегистрированных пользователей по всему миру. С 15 сентября 2014 года сервис PSN прекратил обслуживание PlayStation Portable. 
В феврале 2025 года Sony заявила, что ежемесячная аудитория PSN составляет 129 миллионов активных пользователей. 
В августе 2025 года, в рамках встречи с инвесторами, старший вице-президент Sony Садахико Хаякава заявил, что «PlayStation переходит от бизнеса, ориентированного на аппаратное обеспечение, к бизнесу, ориентированному на взаимодействие с сообществом»

## Регистрация пользователей
Регистрация осуществляется через приставки PlayStation 3, PlayStation 4, PlayStation 5, PlayStation Portable, PlayStation Vita, а также через мобильное приложение или персональный компьютер. Существуют два типа учётных записей: основные и дополнительные. Основные учётные записи предоставляют полный доступ ко всем типам настроек, включая родительский контроль, но создать основную учётную запись может только пользователь старше 18 лет. Дополнительные учётные записи создаются по необходимости и имеют набор ограничений, устанавливаемых пользователем основной учётной записи.
Поскольку основные и дополнительные учётные записи не привязаны к серийному номеру PlayStation 3, их можно использовать на различных игровых приставках в виде гостевых учётных записей, таким образом одна игровая приставка может иметь несколько основных учётных записей. Хотя незарегистрированные пользователи могут получать доступ и просматривать PlayStation Store, регистрация обязательна для покупки цифрового контента. Однажды купленные, мультимедийные файлы могут быть загружены не более чем на 5 игровых приставок, однако если учётная запись пользователя будет удалена с игровой приставки, купленный цифровой контент станет недействительным и будет заблокирован.
PlayStation Network была запущена в ноябре 2006 года одновременно с запуском игровой приставки PlayStation 3 в Северной Америке и Японии. Из-за переноса запуска в Европе на март 2007 года Sony разрешила пользователям в Европе осуществить предварительную регистрацию в PlayStation Network через персональный компьютер, чтобы они могли зарезервировать понравившиеся им идентификаторы PSN, и в дальнейшем использовать их в день официального запуска сервиса.
С момента создания и запуска пользователям сети не разрешается менять имя учётной записи, что связано с желанием компании правильно реализовать этот процесс. В ноябре 2014 года представитель компании сообщил, что реализация функционала смены ника стоит в планах и рано или поздно будет он доступен всем пользователям. 11 апреля 2019 года смена ника официально заработала.

## Сервисы
15 мая 2006 года на PlayStation Business Conference Sony обнародовала свой сетевой сервис для PlayStation 3, условно названный PlayStation Network Platform с бесплатными сетевыми играми. Полный список возможностей, доступный при запуске, был представлен на их TGS 2006 пресс-конференции.
Полный список текущих и планируемых сервисов для PlayStation Network следующий:
Учётные записи
- Пользовательская регистрация Основных/Дополнительных учётных записей
- Идентификатор учётной записи/Имя пользователя/Профили
- Портативный идентификатор, карточка с профилем пользователя

Связь/Сообщество
- Результаты/Ранги для сравнения пользователей
- Трофеи/вознаграждение за достижения в играх
- Виртуальное присутствие/аватары
- Список друзей (до 100 друзей. С выходом PlayStation 4 количество друзей в списке стало неограниченным)
- Голос/видеочат/текстовый игровой чат (требуются Bluetooth/USB-наушники с микрофоном или PlayStation Eye, или EyeToy. Видеочат требует только веб-камеру, поскольку PlayStation Eye уже имеет встроенный микрофон. Текстовый чат может использоваться в игре. С выходом PlayStation 5 голосовой чат стал доступен через встроенный микрофон геймпада).
- Интеграция с системой мгновенного обмена сообщениями
- Интернет-браузер и поисковой движок Google
- PlayStation Home
- Life With PlayStation
- adhoc Party для PlayStation Portable (только для Японии)

Торговля/Развлечения
- PlayStation Store
- Qore (только для Северной Америки)
- OPMHD (только для Европы)
- VidZone (только для Европы и Австралии)[11]

## PlayStation Store
PlayStation Store — это сетевой коммерческий сервис для PlayStation Network. Магазин использует как реальную валюту, так и карточки PlayStation Network. The PlayStation Store обновляется каждый четверг (за некоторым исключением) цифровым контентом, таким как полные и демоверсии игр, игровые трейлеры, анонсы фильмов, обои XMB, XMB-темы, фильмы и телевизионные шоу.

## PlayStation Plus
PlayStation Plus — платная подписка в PlayStation Network, предоставляющая пользователям доступ к дополнительным возможностям и функциям. Эти дополнительные возможности включают ранний доступ к предстоящим играм, бета-тестированию, регулярным скидкам в магазине и возможность автоматического обновления программного обеспечения и патчей для игр на консоли. В рамках активной подписки подписчикам предоставляется шесть игр каждый месяц — обычно по две игры, для каждой платформы. Дополнительная функция — это 10 ГБ в облаке, для синхронизации и хранения до 1000 сохраненных игровых файлов. Для многопользовательской игры PlayStation 4 требуется подписка на PlayStation Plus. Пользователи могут выбрать месячную, трехмесячную или годовую подписку.

### История
О создании платного сервиса, имевшего первоначальное название PS Plus, было объявлено 16 июня 2010 года на конференции Sony в рамках E3 2010. Из преимуществ нового сервиса выделялись эксклюзивный доступ к бета- и демо-версиям, бесплатным играм, возможность приобретения игр по скидкам. Официально сервис был запущен 29 июня 2010 года на территории Северной Америки. По оценкам аналитика Майкла Пачтера, Sony необходимо привлечь 2—3 миллиона подписчиков нового сервиса, чтобы начать получать от этого проекта прибыль. Согласно финансовому отчету компании за 2022 год, общее количество пользователей подписки PS Plus достигло 47,4 млн, однако после этого Sony заявила, что больше не будет публиковать точное количество подписчиков в своих отчетах, а показатели будет фиксировать в процентах. 

### Обновлённая версия подписки
7 октября 2021 года в интервью изданию GameIndustry президент и CEO Sony Interactive Entertainment Джим Райан намекнул на возможное появление новой единой подписки для PlayStation.
3 декабря 2021 года анонимный сотрудник Sony в интервью Bloomberg рассказал о том, что в разработке находится новая услуга подписки для PlayStation 4 и PlayStation 5, объединяющая PlayStation Plus и PlayStation Now — PlayStation Spartacus (кодовое название PlayStation Plus).
Запуск в Азии (кроме Японии) намечен на 23 мая 2022, в Японии — 1 июня 2022, в Америке — 13 июня 2022, и в Европе — 23 июня 2022 года.

#### Услуги
Услуги подписки PlayStation Plus будет иметь три уровня: на первом уровне будут доступны большинство преимуществ PS Plus, на втором уровне будет доступна библиотека с играми из PS Now, а на третьем уровне будет доступна библиотека игр с PS1, PS2, PS3 и PSP.
| PlayStation Plus Essential (Уровень 1) | PlayStation Plus Extra (Уровень 2)                       | PlayStation Plus Deluxe (Уровень 3)                                     | PlayStation Plus Premium (Уровень 3, для стран Европы, США, Канады, Японии) |
| -------------------------------------- | -------------------------------------------------------- | ----------------------------------------------------------------------- | --------------------------------------------------------------------------- |
| Доступ к сетевым режимам множества игр | Доступ к сетевым режимам множества игр                   | Доступ к сетевым режимам множества игр                                  | Доступ к сетевым режимам множества игр                                      |
| Облачное хранилище                     | Облачное хранилище                                       | Облачное хранилище                                                      | Облачное хранилище                                                          |
| Бесплатные игры                        | Бесплатные игры                                          | Бесплатные игры                                                         | Бесплатные игры                                                             |
| Эксклюзивные скидки                    | Эксклюзивные скидки                                      | Эксклюзивные скидки                                                     | Эксклюзивные скидки                                                         |
| PlayStation Plus Collection            | PlayStation Plus Collection                              | PlayStation Plus Collection                                             | PlayStation Plus Collection                                                 |
| —                                      | Библиотека скачиваемых игр PlayStation 4 и PlayStation 5 | Библиотека скачиваемых игр PlayStation 4 и PlayStation 5                | Библиотека скачиваемых игр PlayStation 4 и PlayStation 5                    |
| —                                      | —                                                        | Пробные версии игр                                                      | Пробные версии игр                                                          |
| —                                      | —                                                        | Библиотека скачиваемых игр, портированных из PlayStation, PS2, PSP, PS3 | Библиотека скачиваемых игр, портированных из PlayStation, PS2, PSP, PS3     |
| —                                      | —                                                        | —                                                                       | Облачный стриминг игр для PS2, PS3, PS4 и PS5                               |